# Eulepidotis
Eulepidotis is een geslacht van vlinders van de familie spinneruilen (Erebidae).

## Soorten
- E. addens Walker, 1858
- E. affinis Schaus, 1911
- E. aglae Schaus, 1921
- E. alabastraria Hübner, 1823
- E. albidus Blanchard, 1832
- E. albistriata Hampson, 1926
- E. albistriga Schaus, 1911
- E. algae Schaus, 1921
- E. anna Dyar, 1914
- E. argentilinea Schaus, 1906
- E. argyritis Butler, 1879
- E. atalanta Bar, 1876
- E. austrina Schaus, 1911
- E. bipartita Dognin, 1914
- E. carcistola Hampson, 1926
- E. caudata Herrich-Schäffer, 1854
- E. columbrata Dyar, 1915
- E. corinna Cramer, 1775
- E. croceipars Dyar, 1914
- E. crocoptera Felder, 1874
- E. crocota Hampson, 1926
- E. chloris Bar, 1876
- E. deiliniaria Hampson, 1926
- E. delecta Schaus, 1911
- E. detracta Walker, 1857
- E. dives Butler, 1879
- E. dominicata Guenée, 1852
- E. egista Bar, 1876
- E. egistoides Bar, 1876
- E. emilia Bar, 1875
- E. erina Dyar, 1914
- E. ezra Druce, 1898
- E. flavipex Dognin, 1914
- E. folium Schaus, 1911
- E. formosa Bar, 1875
- E. fumata Felder, 1874
- E. geminata Packard, 1869
- E. glaucopasa Dyar, 1914
- E. graminea Hampson, 1926
- E. hebe Möschler, 1886
- E. hemileuca Guenée, 1852
- E. hermura Schaus, 1898
- E. holoclera Dyar, 1914
- E. ilyrias Cramer, 1775
- E. inclyta Fabricius, 1775
- E. julianata Stoll, 1787
- E. juncida Guenée, 1852
- E. junetta Dyar, 1914
- E. mabis Guenée, 1852

- E. magica Dyar, 1914
- E. merosticta Hampson, 1926
- E. merricki Holland, 1902
- E. mesomphala Hampson, 1926
- E. metamorpha Dyar, 1914
- E. micca Druce, 1898
- E. modestula Herrich-Schäffer, 1869
- E. mustela Druce, 1889
- E. nicaea Druce, 1900
- E. panamensis Hampson, 1926
- E. penumbra Dyar, 1914
- E. perducens Walker, 1858
- E. persimilis Guenée, 1852
- E. philosis Schaus, 1921
- E. phrygionia Hampson, 1926
- E. preclara Todd, 1962
- E. primulina Druce, 1900
- E. punctilinea Schaus, 1921
- E. rectimargo Guenée, 1852
- E. reducens Dyar, 1914
- E. reticulata Bar, 1876
- E. sabina Bar, 1875
- E. santarema Walker, 1865
- E. santosina Hampson, 1926
- E. scita Walker, 1869
- E. schedoglauca Dyar, 1914
- E. selecta Dyar, 1914
- E. serpentifera Brabant, 1909
- E. stella Bar, 1875
- E. stigmastica Dyar, 1914
- E. striaepuncta Herrich-Schäffer, 1869
- E. superior Guenée, 1852
- E. suzetta Dyar, 1914
- E. sylpha Dyar, 1914
- E. tabasconis Hampson, 1926
- E. testaceiceps Felder, 1874
- E. thermochroa Hampson, 1926
- E. transcendens Dyar, 1914
- E. umbrilinea Dognin, 1914
- E. vincentiata Stoll, 1787
- E. viridissima Bar, 1876